# Tappenbeck
Tappenbeck er en kommune i Landkreis Gifhorn i den tyske delstat Niedersachsen. Den er en del af, og ligger i den sydøstlige del af amtet (Samtgemeinde) Boldecker Land.

## Geografi
Tappenbeck ligger mellem naturparkerne Südheide og Drömling. Øst for byen begynder dalen til floden Kleine Aller.